# Satélite meteorológico

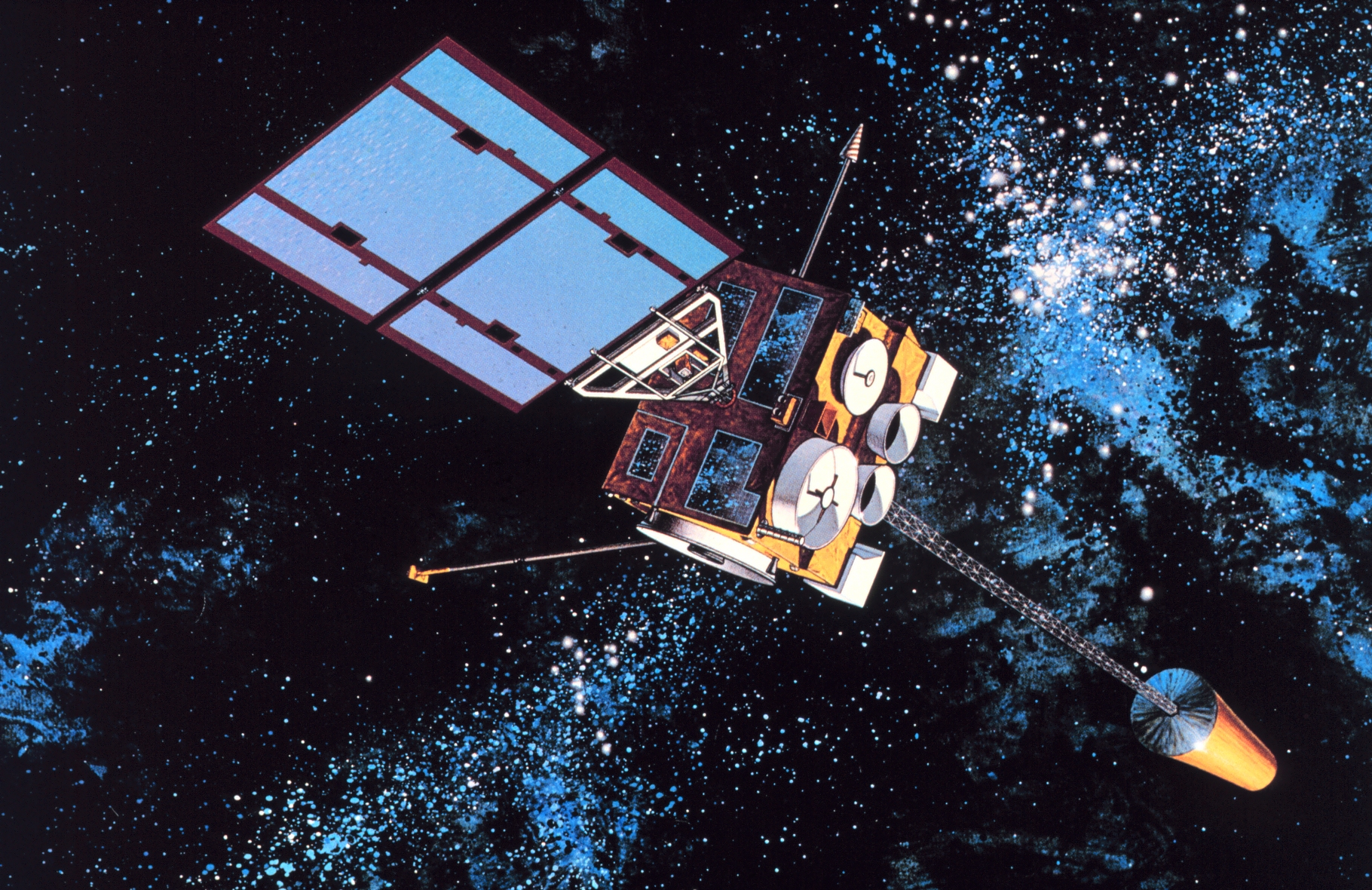
Imagen artística del GOES-8.

Un satélite meteorológico es un tipo de satélite artificial que se utiliza principalmente para supervisar el tiempo atmosférico y el clima de la Tierra. Los satélites pueden seguir una órbita polar, cubriendo la Tierra entera asincrónicamente, o geoestacionaria, permaneciendo sobre un mismo punto en el ecuador del planeta.
Los satélites meteorológicos pueden captar más fenómenos que tan solo las nubes; pueden recoger información sobre el medio ambiente como las luces de las ciudades, incendios, la contaminación, auroras, tormentas de arena y polvo, corrientes del océano, etcétera. Las imágenes obtenidas por los satélites meteorológicos han ayudado a observar la nube de cenizas del Monte Saint Helens y la actividad de otros volcanes como el Monte Etna. El humo de los incendios del oeste de Estados Unidos como Colorado y Utah también han sido monitorizados.
Otros satélites pueden detectar cambios en la vegetación de la Tierra, el estado del mar, el color del océano y las zonas nevadas. En 2002, el derrame de petróleo del Prestige en el noroeste de España fue recogido por el satélite europeo ENVISAT que, aunque no es un satélite meteorológico, dispone de un equipo (ASAR) que puede ver los cambios en la superficie del mar.
El fenómeno de El Niño y sus efectos también son registrados diariamente en imágenes de satélite. El agujero de ozono de la Antártida es dibujado a partir de los datos obtenidos por los satélites meteorológicos. De forma agrupada, los satélites meteorológicos de China, Estados Unidos, Europa, India, Japón y Rusia proporcionan una observación casi continua del estado global de la atmósfera.

## Historia
El primer satélite meteorológico, el Vanguard 2, se lanzó el 17 de febrero de 1959. Se diseñó para que midiese la capa de nubes, pero debido a su eje de rotación pobre no pudo recoger una cantidad importante de datos útiles.
Se considera al TIROS-1 el primer satélite meteorológico con éxito, lanzado por la NASA el 1 de abril de 1960. El TIROS funcionó durante 78 días y demostró ser mucho más útil que el Vanguard 2. El TIROS sirvió como inicio para el programa Nimbus, cuya tecnología y técnicas han sido heredadas por la mayoría de los satélites de observación de la NASA y la NOAA.

## Observación pasiva
La observación pasiva (solo se recibe radiación propia de los objetos, no son satélites activos emisores de radiación, como los radáricos) es típicamente hecho vía diferentes 'canales' del espectro electromagnético, en particular, el visible y las porciones infrarrojo.
Algunos de esos canales incluyen:

- Visible y cercano infrarrojo: 0,6 μm - 1,6 μm - útiles para registrar cobertura de nubes durante el día
- Infrarrojo: 3,9 μm - 7,3 μm (vapor de agua); 8,7 μm - 13,4 μm (imágenes térmicas)

## Tipos

### Función de su órbita
Existe dos tipos básicos de satélites meteorológicos por su órbita: los geoestacionarios y los polares.
Los satélites meteorológicos geoestacionarios orbitan alrededor de la Tierra sobre el ecuador a unas altitudes de 35 880 km. Debido a su órbita, permanecen estáticos respecto al movimiento de rotación terrestre y por tanto pueden grabar o transmitir imágenes del hemisferio que tienen debajo continuamente con sus sensores de luz visible e infrarrojos. En los medios de noticias se suelen utilizar fotografías geoestacionarias para sus pronósticos bien como imágenes o como animaciones.
Existen varios satélites geoestacionarios para la meteorología. Los Estados Unidos tienen dos en funcionamiento: el GOES-11 y el GOES-12. El GOES-12, designado como GOES-East, está sobre el río Amazonas y proporciona la mayor parte de la información meteorológica estadounidense. El GOES-11 es denominado GOES-WEST y se sitúa el este del Océano Pacífico. Japón dispone de un satélite, el MTSAT-1R en medio del Pacífico a 140° E. Europa dispone de tres sobre el Océano Atlántico, Meteosat-6, 7 y 8, y uno sobre el Océano Índico, el Meteosat-5. Rusia utiliza el GOMS sobre el ecuador la sur de Moscú. La India también dispone de satélites geoestacionarios meteorológicos. China utiliza los satélites geoestacionarios Fengyun （風雲), el FY-2C a 105ºvE y el FY-2D a 86,5º E.
Los satélites de órbita polar rodean la Tierra a una altitud típica de 850 km de norte a sur o viceversa, pasando sobre los polos en su vuelo. Los satélites polares están en órbitas helio síncronas, lo que significa que pueden observar cualquier lugar de la Tierra y ver dos veces al día un lugar con las mismas condiciones generales de luz debido al tiempo solar casi constante. Además, los satélites de órbita polar ofrecen mayor resolución que sus homólogos geoestacionarios debido a su cercanía con la Tierra.
Estados Unidos tiene una serie de satélites meteorológicos polares de la NOAA, con el NOAA 17 y NOAA 18 como satélites principales, NOAA 15 y NOAA 16 como secundarios, NOAA 14 como suplente y NOAA 12. Rusia dispone de las series de satélites Meteor y RESURS. China y la India también disponen de satélites de órbita polar.
En las imágenes de luz visible obtenidas por los satélites se pueden apreciar las nubes, sistemas nublosos como frentes y tormentas tropicales, lagos, bosques, montañas, nieve, fuegos y polución como humo, smog y polvo. Se puede determinar el viento por los patrones de nubes, alineamientos y movimiento en una sucesión de imágenes. Las imágenes térmicas o de infrarrojos pueden determinar la altura y tipo de nubes, calcular las temperaturas de superficie de tierra y mar y localizar características del relieve oceánico.

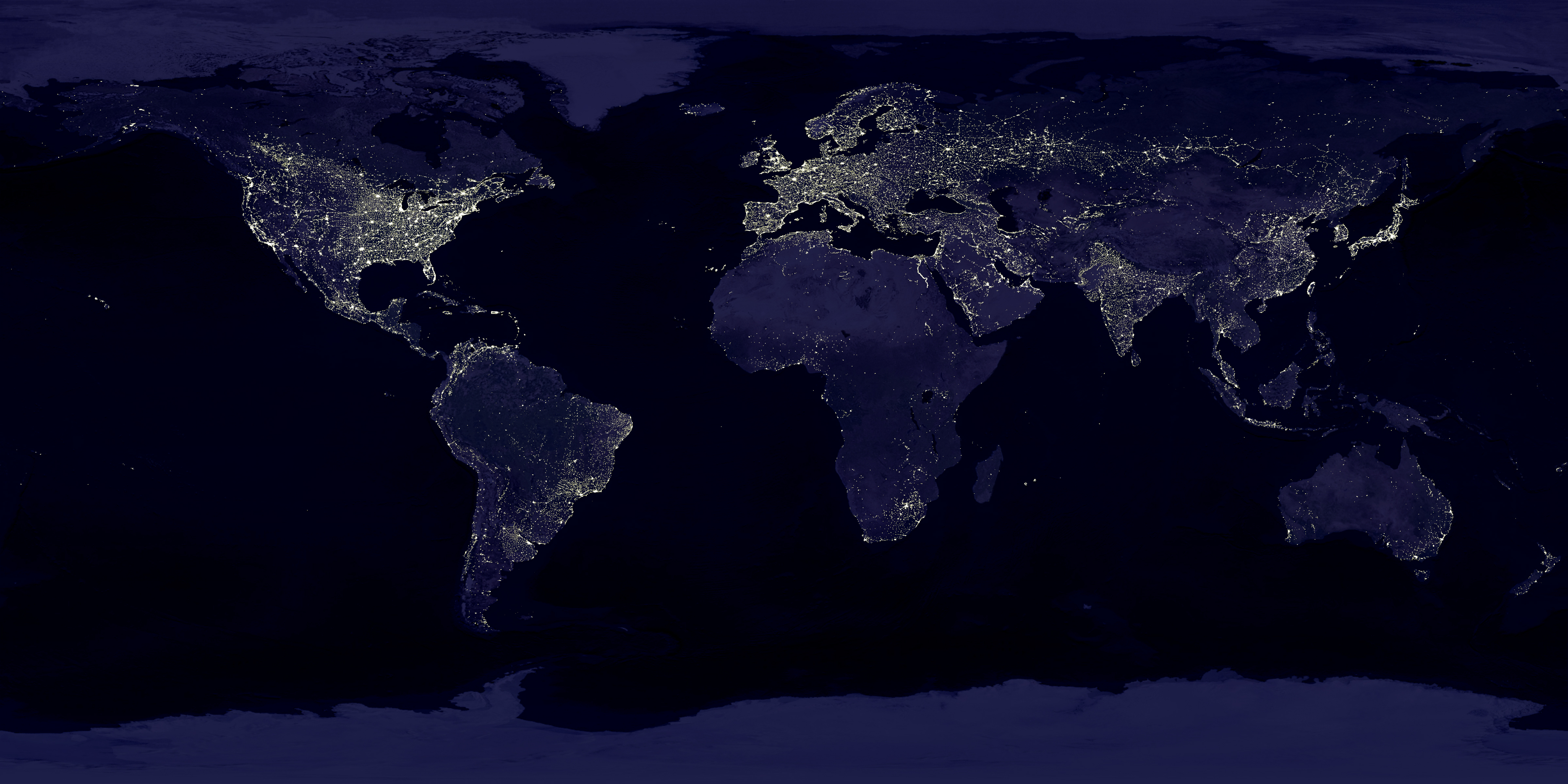
Composición de imágenes nocturnas de la Tierra.

Las imágenes de infrarrojos y luz visible muestran los efectos de la polución en las distintas zonas de la Tierra. Se pueden observar la contaminación aérea de cohetes y aviones, además de las estelas producidas. De igual manera, con la observación de las luces de la ciudad se puede determinar su crecimiento, además de medir la contaminación lumínica. Para la lucha contra incendios, los satélites meteorológicos no solo proveen de imágenes donde se produzcan fuego. El uso de sus cámaras de infrarrojos permiten observar las zonas calientes que pueden ser focos potenciales de incendios. Una vez detectado un incendio, los satélites también disponen de datos sobre el viento para averiguar hacía donde se puede extender. También las imágenes servirán para prever cuando lloverá sobre esa zona.
Algunas imágenes de satélite se han popularizado por su aspecto dramático. Entre ellas se encuentran las imágenes recogidas durante la Guerra del Golfo con el incendio de los pozos petrolíferos de Kuwait. También son conocidas las fotografías nocturnas del globo que muestran la luz artificial de las ciudades.

### Cómo funcionan
- Pasivos: solo recogen la radiación desde los objetos.

- Activos: emiten por una antena una señal mono o multifrecuencial, y reciben sus ecos para procesado; típicos de los satélites radáricos, con antenas de ancho sintético. Requieren concomitantemente de fuentes de energía compatibles con la potencia del radioemisor. Un satélite activo pionero fue el canadiense RADARSAT lanzado el 4 de noviembre de 1995 (29 años) y posicionado a 798 km en órbita, iluminando áreas de 50 × 50 km con resolución de 10 m y hasta áreas de 500 × 500 km y resolución de 100 m; y se esperaba que su vida útil alcanzara a 2013.